# Yahya ibn Khàlid
Yahya ibn Khàlid al-Barmakí (àrab: يحيى بن خالد البرمكي, Yaḥyà ibn Ḫālid al-Barmakī) (mort 803) fou visir del califa abbàssida Harun ar-Raixid. Fou el primer barmàquida que va portar el títol de visir.
Havia ajudat el seu pare Khàlid ibn Bàrmak en els seus diversos càrrecs de govern i el 775 fou nomenat governador de l'Azerbaidjan. El 778 va esdevenir tutor del príncep Harun en lloc d'Aban ibn Sadaka, i amb el príncep va participar en l'expedició de Samalu a territori romà d'Orient. Poc després Harun fou nomenat governador de les províncies occidentals, Azerbaidjan i Armènia, que foren administrades per Yahya.
A la mort d'al-Mahdí (775-785), el seu fill i successor, al-Hadi (785-786), li fou hostil i l'acusà de donar suport a Harun en contra seva. Fou empresonat i anava a ser executat la mateixa nit que al-Hadi va morir, potser enverinat per la reina mare al-Khayzuran, que donava suport a Harun. Aquest fou proclamat califa i va cridar Yahya, al qual va nomenar visir o wazir. Va ser ajudat pels seus dos fills, al-Fadl ibn Yahya i Jàfar ibn Yahya.
Va exercir durant disset anys (786 a 803), durant els quals fou el cap de l'administració, tot dominant tots els departaments. Abans del 797 va deixar temporalment el segell de govern al seu fill Jàfar, però el va recuperar més tard; el 797 va fer una viatge a la Meca i va deixar el segell al seu fill al-Fadl i més tard a Jàfar per segon cop, però a la tornada el va recuperar.
Va morir a Bagdad el 803.